# Port lotniczy Pampeluna
Port lotniczy Pampeluna (hiszp. Aeropuerto de Pamplona, kod IATA: PNA, kod ICAO: LEPP) – lotnisko położone 6 km od Pampeluny, pomiędzy miastami Noáin i Esquíroz. Port jest obsługiwany przez 3 linie lotnicze, które oferują głównie loty krajowe. Lotnisko to, jak wiele innych hiszpańskich lotnisk, należy do grupy Aena.

## Transport
Dojazd drogą numer N-121 w kierunku Saragossy, na 5 kilometrze zjazd na drogę numer NA-6006. Z Pampeluny kursuje co 30 min. miejski autobus nr 21 z centrum miasta – Plaza de la Paz – Lotnisko.

## Infrastruktura
- 1 terminal pasażerski, w tym 6 stanowisk do odprawy (check-in)
- 403 miejsca parkingowe dla samochodów
- 1 terminal Cargo

## Kierunki lotów i linie lotnicze
| Linia Lotnicza  | Kierunek                                                                        |
| --------------- | ------------------------------------------------------------------------------- |
| Binter Canarias | 1. Gran Canaria                                                                 |
| Iberia          | 1. Madryt Sezonowo: 1. Ibiza 2. Menorka 3. Palma de Mallorca 4. Teneryfa-Północ |